# Euripus haterius
Euripus haterius är en fjärilsart som beskrevs av Hans Fruhstorfer 1914. Euripus haterius ingår i släktet Euripus och familjen praktfjärilar. Inga underarter finns listade i Catalogue of Life.